# Lucoppia nicora
Lucoppia nicora är en kvalsterart som beskrevs av Djaparidze 1986. Lucoppia nicora ingår i släktet Lucoppia och familjen Oribatulidae. Inga underarter finns listade i Catalogue of Life.